# Carolyn McCall
Carolyn McCall, DBE (Bangalore, 13 de setembro de 1961) é uma empresária britânica e diretora executiva da ITV. Anteriormente, ela ocupava o cargo de CEO da companhia aérea EasyJet Airlines.

## Biografia
Nascida em Bangalore, Índia, Carolyn McCall é filha única de imigrantes britânicos (seu pai escocês dirigia a divisão Far East de uma multinacional têxtil norte-americana; sua mãe irlandesa trabalhava para o Alto Comissariado Britânico na Índia). Ela foi educada na Índia e em Cingapura até a adolescência, depois em um internato feminino católico em Derbyshire. Carolyn estudou história e política na Universidade de Kent, onde conheceu seu marido Peter (o casal tem três filhos e vive em Berkhamsted). 
McCall foi CEO da EasyJet Airlines por sete anos, antes de trocar a companhia aérea pela ITV, rede de televisão britânica. Ela tornou-se a primeira mulher a comandar o canal.